# Guvernul George Gr. Cantacuzino (2)
Guvernul George Gr. Cantacuzino (2) a fost un consiliu de miniștri care a guvernat România în perioada 22 decembrie 1904 - 12 martie 1907.

## Componența
- Președintele Consiliului de Miniștri

George Gr. Cantacuzino (22 decembrie 1904 - 12 martie 1907)
- Ministrul de interne

George Gr. Cantacuzino (22 decembrie 1904 - 12 martie 1907)
- Ministrul de externe

General Iacob Lahovari (22 decembrie 1904 - 9 februarie 1907)
ad-int. Ion Lahovari (9 - 26 februarie 1907)
Ion Lahovari (26 februarie - 12 martie 1907)
- Ministrul finanțelor

Take Ionescu (22 decembrie 1904 - 12 martie 1907)
- Ministrul justiției

Alexandru A. Bădărău (22 decembrie 1904 - 15 iunie 1906)
Dimitrie Greceanu (15 iunie 1906 - 12 martie 1907)
- Ministrul de război

General George Manu (22 decembrie 1904 - 12 martie 1907)
- Ministrul cultelor și instrucțiunii publice

Mihail Vlădescu (22 decembrie 1904 - 24 octombrie 1906)
Constantin G. Dissescu (24 octombrie 1906- 26 februarie 1907)
Dr. Constantin Istrati (26 februarie - 12 martie 1907)
- Ministrul agriculturii, industriei, comerțului și domeniilor

Ion Lahovari (22 decembrie 1904 - 26 februarie 1907)
ad-int. Ion Lahovari (26 februarie - 12 martie 1907)
- Ministrul lucrărilor publice

Ion C. Grădișteanu (22 decembrie 1904 - 12 martie 1907)

## Sursa
- Stelian Neagoe - "Istoria guvernelor României de la începuturi - 1859 până în zilele noastre - 1995" (Ed. Machiavelli, București, 1995)

| Precedat(ă) de: Guvernul Dimitrie A. Sturdza (3) | Guvernul George Gr. Cantacuzino (2) 22 decembrie 1904 - 12 martie 1907 | Succedat(ă) de: Guvernul Dimitrie A. Sturdza (4) |